# Garden Centre (Гонконг)
Garden Centre (кит. 嘉頓中心) — головной офис и фабрика пищевой компании Garden.
Объект входит в Список исторических зданий второго класса в Гонконге.

## История
Garden Centre был построен 1935 году . На тот момент это было самое высокое здание в районе Самсёйпоу.
В период японской оккупации здание было занято Квантунской армией. Сырье и производимая на фабрике продукция были вывезены, а оборудование сломано.
В 1956 году во время беспорядков в Гонконге здание было повреждено. Но уже в 1958 году его отреставрировали, и оно приобрело свой нынешний вид. Здание фабрики было возведено высотой в 7 этажей, появилась колокольня. Автором проекта выступила шанхайская архитектурная фирма Jitai Engineering Division.
В 1980-х годах на последнем этаже здания был открыт ресторан, который работает и по сей день.
В настоящее время здание является частью головного офиса и фабрики пищевой компании Garden.

## Возможный снос и реконструкция
В июле 2017 года компания Garton Limited обратилась в Градостроительный совет с просьбой построить на месте Garden Centre новое 25-этажное здание. Градостроительный совет одобрил заявку на реконструкцию, потребовав от владельца сохранить башню и элементы фасада. Однако по состоянию на 2025 год соответствующий план реконструкции ещё не был реализован.

## Фотогалерея

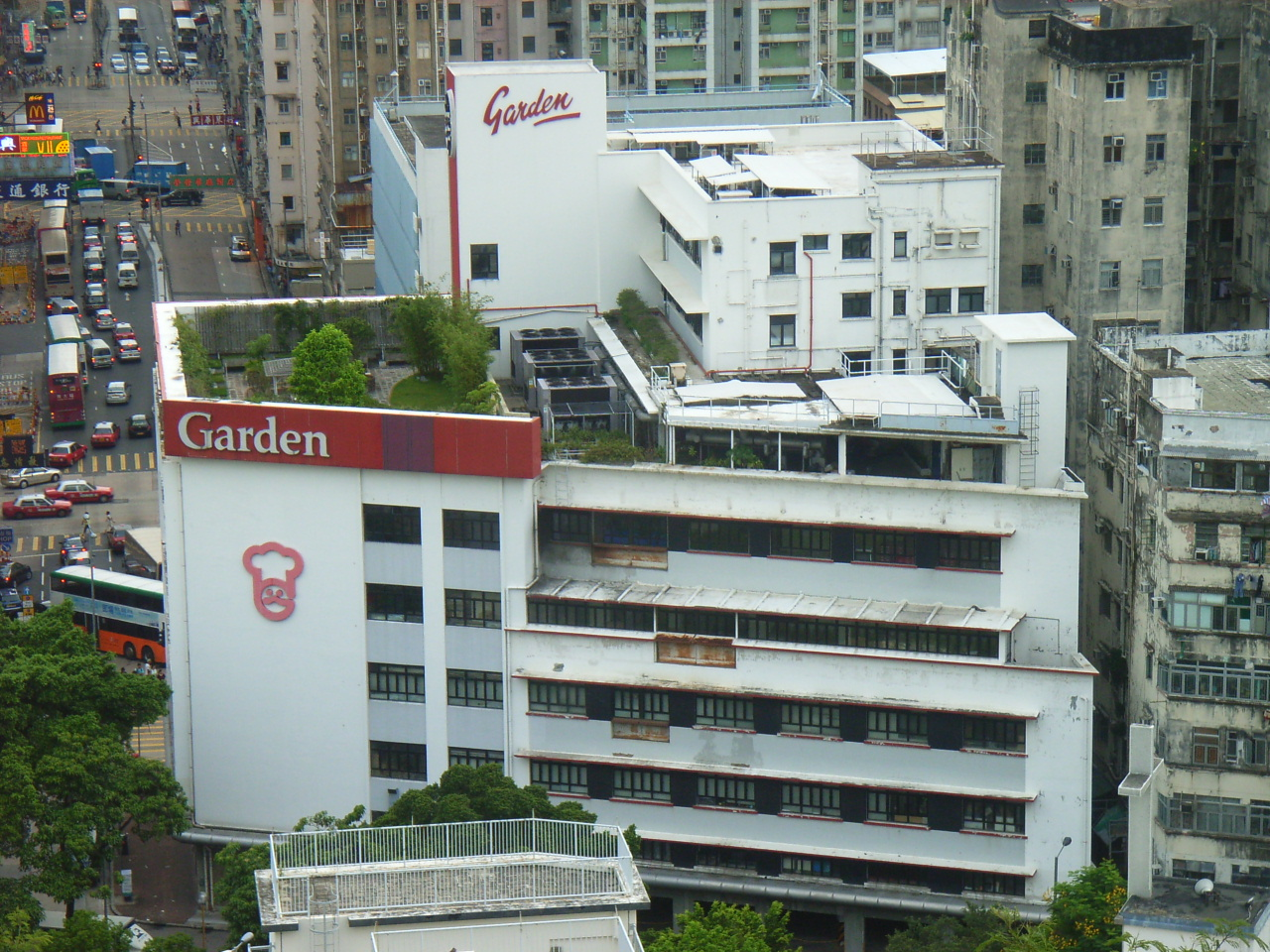
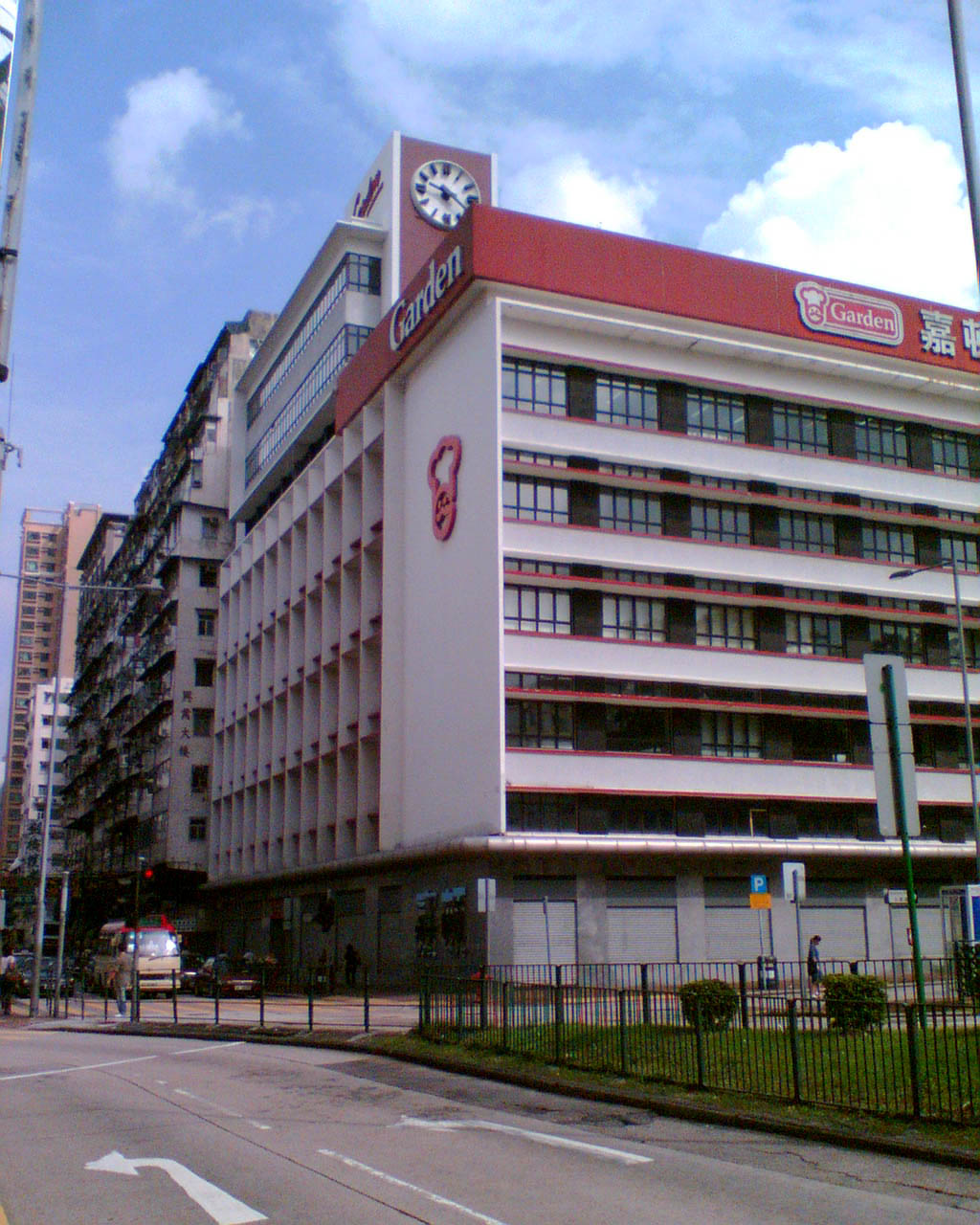
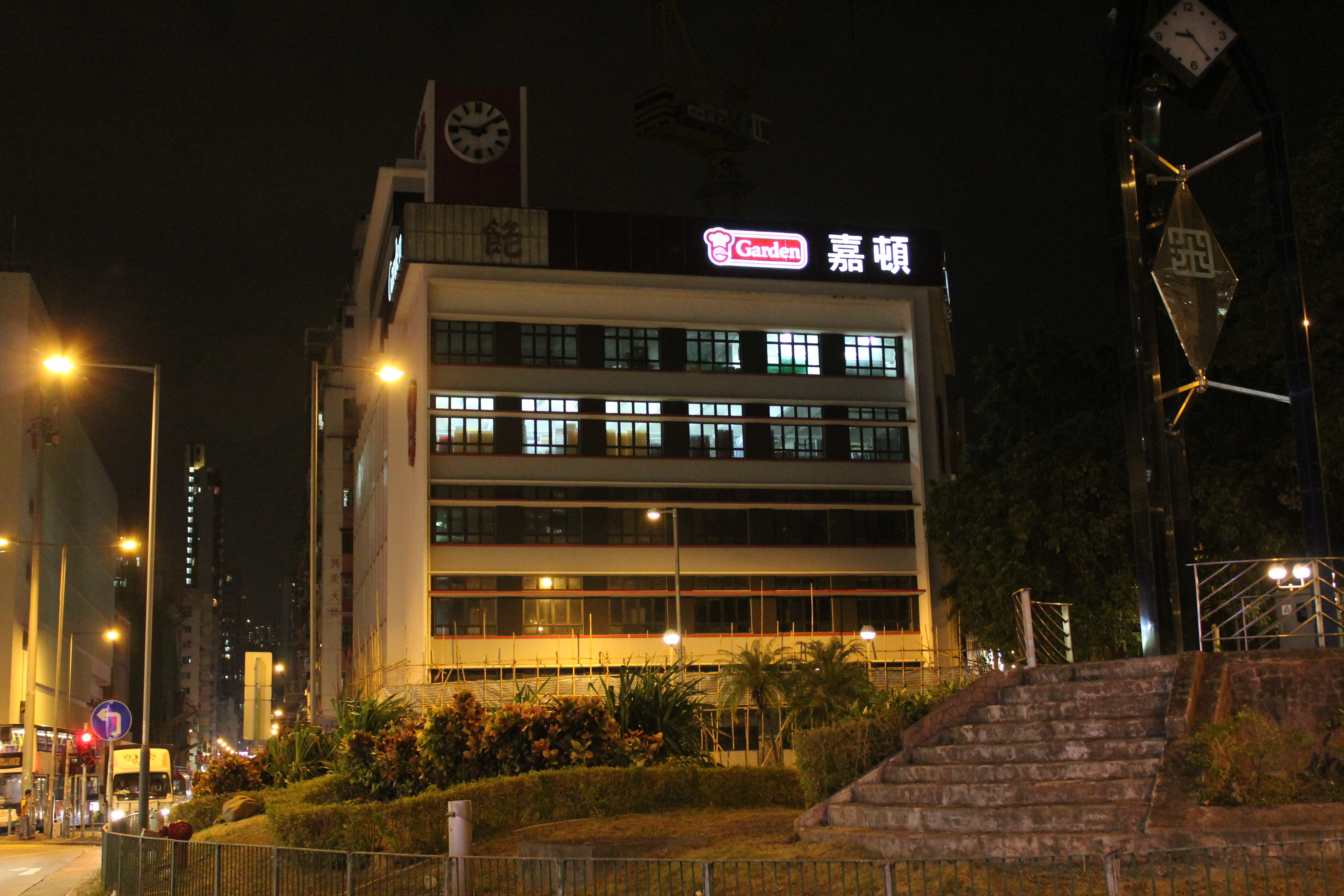